# 国家消防救援局机动支队
国家消防救援局机动支队，是中华人民共和国国家消防救援局直接管理的森林消防队伍，支队驻北京市，承担首都地区森林防灭火和应急救援工作。

## 沿革
2008年6月26日，中国人民武装警察部队森林指挥部机动支队在北京挂牌成立。
2008年10至11月，武警森林指挥部机动支队开始在湖北省、湖南省、江西省定点驻防。2009年3月，武警森林指挥部机动支队一部短期驻防山西省忻州市。2009年12月，武警森林指挥部机动支队开始在安徽省定点驻防。
2018年10月9日，武警森林部队移交应急管理部交接仪式举行。机构改革后，森林部队现役编制全部转为行政编制，成建制划归应急管理部。2019年12月28日，应急管理部森林消防局机动支队正式挂牌。
2023年1月6日，应急管理部消防救援局和森林消防局合并成立国家消防救援局，该部随之更名为国家消防救援局机动支队。
2023年8月，根据消防救援机动队伍增编组建工作安排，国家消防救援局机动支队三大队、四大队、五大队、六大队分别转隶移交国家消防救援局安徽、湖北、江西、湖南机动队伍。此轮转隶后，国家消防救援局辖3个大队、9个中队，均驻首都北京。

## 组织架构
国家消防救援局机动支队辖3个大队、9个中队，均驻北京市。
- 特勤大队（驻北京市）[16]
  - 一中队[17]
  - 二中队[18]
  - 三中队[19]
- 二大队（驻北京市）[20]
  - 四中队[21]
  - 五中队[22]
  - 六中队[23]
- 训练大队[24]
- 机动勤务中队[25]
- 应急车辆勤务中队[26]
- 应急通信保障中队[26]

### 历史编制
国家消防救援局机动支队在安徽、湖北、江西、湖南四省驻防的4个大队已于2023年8月转隶属地消防救援机动队伍。
- 三大队（驻安徽省黄山市）[27][28]
  - 七中队[29]
  - 八中队[30]
- 四大队（驻湖北省武汉市）[27]
  - 九中队[31]
  - 十中队[32]
- 五大队（驻江西省南昌市）[27]
  - 十一中队[33]
  - 十二中队[34]
- 六大队（驻湖南省长沙市）[27]
  - 十三中队[35]
  - 十四中队[36]

## 行动
该支队的6个大队分布在四省一市：在北京市部署2个大队又1个中队，约700人，全年于延庆、海淀香山、密云石城、平谷、怀柔、海淀鹫峰、房山、门头沟、石景山等地常态化靠前驻防；在安徽、湖北、江西、湖南四省各部署1个大队，约600人，长期驻防于安徽黄山、安庆、湖北武汉、江西南昌、湖南长沙，每年森林防火期派出分队赴湖北黄冈、神农架、江西赣州、湖南永州等地靠前驻防。
至2020年11月，该支队已参与扑救森林火灾400起，其中2018年改革转制以来45起。参与了2011年河北抚宁“4·12”森林火灾、2019年山西沁源“3·29”森林火灾、2019年广东佛山森林火灾、2020年北京延庆、平谷、房山“3·18”森林火灾等重特大森林火灾的扑救。在2013年湖南冷水江“8·10”森林火灾扑救过程中，副支队长贾宝龙因火场风向突变不幸壮烈牺牲，被武警森林指挥部批准为烈士。
改革转隶后，该支队在南方驻防的4个大队多次参与抗洪抢险任务。该支队还跨区增援了2021年7月河南水灾抢险救援任务。

## 历任领导人

### 中国人民武装警察部队森林指挥部机动支队
| 中国人民武装警察部队森林指挥部机动支队支队长 - 罗斌 武警大校（2008－2011） - 韩朝斌 武警大校（2012－2017） - 张洪顺 武警大校（2018－2018） | 中国人民武装警察部队森林指挥部机动支队政治委员 - 金德成 武警大校（2008－2010） - 刘立权 武警大校（2011－2012） - 周英剑 武警大校（2013－2014） - 青华伟 武警大校（2017－2018） |

### 应急管理部森林消防局机动支队
| 应急管理部森林消防局机动支队支队长 - 张洪顺 一级指挥长（2018年－2023年） | 应急管理部森林消防局机动支队政治委员 - 王瑜 一级指挥长（2021年－2023年） |

### 国家消防救援局机动支队
| 应急管理部森林消防局机动支队支队长 - 张洪顺 一级指挥长（2023年－2024年6月） - 谢东辉 一级指挥长（2024年6月－） | 应急管理部森林消防局机动支队政治委员 - 王瑜 一级指挥长（2023年－） |